# Cantó de Moulins-la-Marche
El cantó de Moulins-la-Marche és un cantó francès del departament de l'Orne, situat al districte de Mortagne-au-Perche. Té 16 municipis i el cap es Moulins-la-Marche.

## Municipis
- Les Aspres
- Auguaise
- Bonnefoi
- Bonsmoulins
- Brethel
- La Chapelle-Viel
- Fay
- La Ferrière-au-Doyen
- Les Genettes
- Mahéru
- Le Ménil-Bérard
- Moulins-la-Marche
- Saint-Aquilin-de-Corbion
- Saint-Hilaire-sur-Risle
- Saint-Martin-des-Pézerits
- Saint-Pierre-des-Loges

## Història
| Data d'elecció                           | Identitat             | Partit                         | Qualitat |
| ---------------------------------------- | --------------------- | ------------------------------ | -------- |
| 1949-1979                                | M. Fleury             | CNIP, després UNR, després RPR |          |
| 1979-                                    | Jean-Pierre Chevalier | Divers droite                  |          |
| les dades anteriors no són pas conegudes |                       |                                |          |
|                                          |                       |                                |          |

## Demografia
| A partir de 1990: Població sense dobles comptes |